# Faustino dos Santos

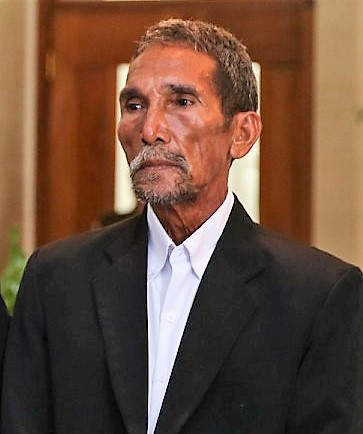
Faustino dos Santos (2020)

Faustino dos Santos (* 1. Mai 1957 in Ira'ara, Fuiloro, Lautém, Portugiesisch-Timor; † 10. September 2020 in Dili, Osttimor), Kampfname Renan Selak (früher Mau-Loy), war ein Politiker aus Osttimor und Veteran des Unabhängigkeitskampfes gegen Indonesien. „Renan Selak“ bedeutet „Niemals kapitulieren, es sei denn, sie nehmen den Kopf“.

## Werdegang
Santos besuchte die Schule bis zur vierten Klasse 1969. 1973 und 1974 absolvierte er seinen Wehrdienst in der portugiesischen Kolonialarmee, in der Segunda Linha, wie die Einheit aus einheimischen Soldaten genannt wurde. Nach dem Einmarsch der Indonesier beteiligte Santos sich am Kampf gegen die Invasoren. Nach dem Fall der Widerstandsbasis wurde er zum Sektionskommandanten ernannt. Trug Santos zunächst den Kampfnamen Mau-Loy, erhielt er nach der Umstrukturierung seinen Kampfnamen, unter dem er auch nach dem Krieg bekannt bleiben sollte: Renan Selak. Weiterhin am Guerillakrieg beteiligt heiratete Santos 1981 seine Frau Arminda Gonçalves. Das Paar hatte drei Söhne und vier Töchter. Eine Tochter starb im Krieg 1982.
Von 1982 an war Santos Zugführer, bis 1985 Kommandant Falu Txai und Kommissar Mau-Velis ums Leben kamen, so das Santos zum Adjuntu Lansadu aufrückte. Von 1989 bis 1990 war Santos Sekretär der Region I (Ponta Leste). In der Zeit der Übergangsverwaltung der Vereinten Nationen für Osttimor trug er den Titel des zweiten Kommandanten der ersten Kompanie Region 1. Santos schloss sich erst 2000 den FALINTIL-Kämpfern in Aileu an zur allgemeinen Entwaffnung und Rückkehr ins Zivilleben.

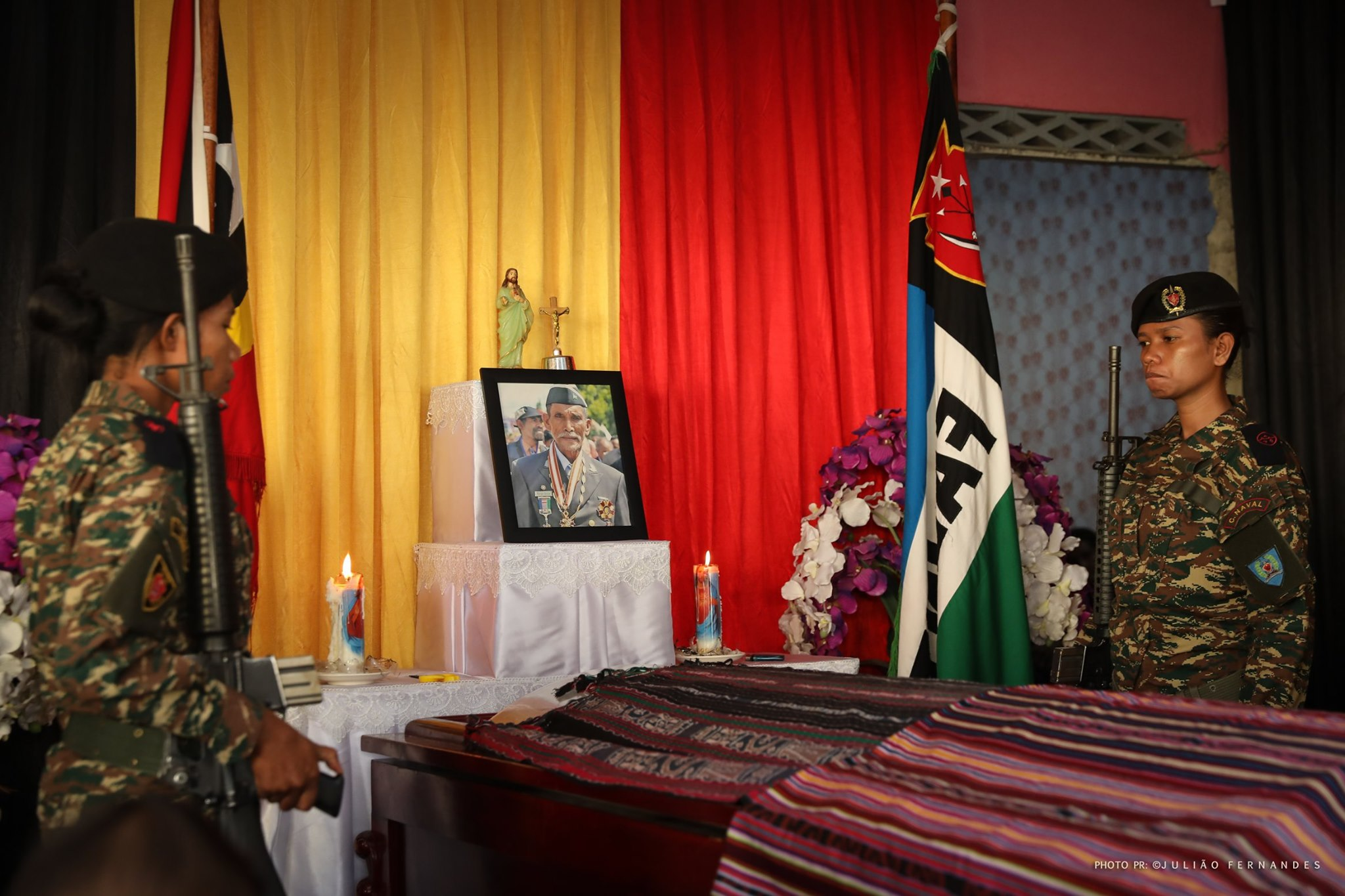
Aufbahrung von Renan Selak mit Totenwache

Als stellvertretender Vorsitzender der Partei UNDERTIM (2007–2012) wurde Santos in das Nationalparlament Osttimors gewählt, war Abgeordneter von 2007 bis 2012 und hier in der Kommission für Beseitigung der Armut, ländliche und regionale Entwicklung und Gleichstellung der Geschlechter (Kommission E). Bei den Neuwahlen 2012 scheiterte die UNDERTIM an der Drei-Prozent-Hürde und flog aus dem Parlament. 2015 wechselte Santos nach einem Streit innerhalb der UNDERTIM in die neugegründete Partidu Libertasaun Popular (PLP) und wurde Parteisprecher in der Gemeinde Lautém.
Im Conselho dos Combatentes da Libertação Nacional (deutsch Rat der Kämpfer der nationalen Befreiung) wurde Santos im 2017 zum Präsidenten in der Gemeinde Lautém und im Januar 2020 zum Vizepräsidenten auf nationaler Ebene gewählt.
Im September 2020 erlitt Santos einen Herzinfarkt und wurde zunächst in das Gesundheitszentrum in seiner Heimatstadt Lospalos gebracht. Am 9. September wurde er in das Hospital Nacional Guido Valadares (HNGV) in der Landeshauptstadt Dili überführt, wo er am 10. September um 11:30 Uhr verstarb. Santos wurde auf dem Heldenfriedhof seiner Heimatgemeinde Lautém beerdigt.

## Ehrungen

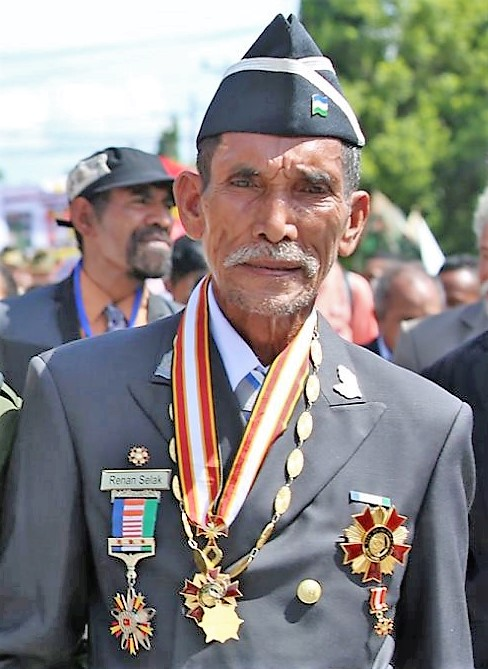
Faustino dos Santos am Veteranentag am 3. März 2020

2006 erhielt Santos den Ordem da Guerrilha und 2018 den Collar (Collane) des Ordem de Timor-Leste.